# Andrea De Giovanni
Andrea De Giovanni (Lugo di Vicenza, 29 ottobre 1912 – Assisi, 1986) è stato un fotografo italiano.

## Biografia
Rimasto orfano di padre, si spostò ad Assisi nel 1922 e fu iscritto al Convitto nazionale, situato nel Sacro Convento.
Dopo gli studi ritornò in Veneto; emigrò poi a Tripoli, ritornando definitivamente ad Assisi nel 1945. La sua attività fotografica iniziò nel 1947, divenendo il fotografo ufficiale della città.
Lo studio di De Giovanni era locato vicino alla Basilica di San Francesco ed egli si dedicò alla fotografia degli affreschi, divenendo ben presto un affermato riproduttore.